# Cavalier de Madara
 (juillet 2025).
Si vous disposez d'ouvrages ou d'articles de référence ou si vous connaissez des sites web de qualité traitant du thème abordé ici, merci de compléter l'article en donnant les références utiles à sa vérifiabilité et en les liant à la section « Notes et références ».
Le cavalier de Madara est un large rocher sculpté sur le plateau de Madara, à l'est de Šumen, au nord-est de la Bulgarie.

## Description
Le relief représente un cavalier à 23 mètres au-dessus du sol, sur une falaise quasiment verticale de 100 mètres de haut. Le cavalier enfonce une lance dans un lion se trouvant au pied de son cheval. Un chien court après le cavalier.

## Histoire
Le monument est généralement attribué aux anciens Bulgares, une tribu de guerriers nomades qui s'installèrent au nord-est du pays à la fin du VIIe siècle, et qui après s'être mélangés avec les Slaves locaux donnèrent naissance aux Bulgares modernes.
Ce monument est daté de 710, sous le règne du khan Tervel et les inscriptions figurant à proximité relatent des événements survenus entre 705 et 831.
Le cavalier de Madara est inscrit sur la liste du patrimoine mondial de l'UNESCO depuis 1979.
C'est également l'image gravée sur la face des pièces de monnaie bulgares et envisagée pour les euros bulgares.
Enfin, l'une des décorations nationales bulgare est l'ordre du « Madarski konnik » (cavalier de Madara). Cette décoration fut créée par le roi Ferdinand  pour l'indépendance à destination essentiellement des souverains et des chefs d'État. Décerner cette décoration est le privilège du souverain ; la Bulgarie étant devenue une république, le roi Siméon II a décerné les dernières avant son retour en tant que premier ministre en 2001.